# Trois hommes pour Atlanta
Trois hommes pour Atlanta est le huitième album de la série de bande dessinée La Jeunesse de Blueberry de François Corteggiani (scénario), Colin Wilson (dessin) et Janet Gale (couleurs). Publié pour la première fois en 1993, c'est le premier du cycle d'Atlanta (deux tomes).

## Résumé
Blueberry et le sergent Grayson libèrent un noir, Homer, qui allait être pendu sommairement par des pillards qui suivent l'armée nordiste en profitant du désarroi des populations locales. Homer affirme pouvoir entrer dans Atlanta en Géorgie grâce à des gens sur place. Grayson et Blueberry sont intéressés, car ils souhaitent tuer Bowman, un meurtrier, un esclavagiste et un trafiquant qui y fait affaire.
Plus tard, Blueberry discute avec le général Sherman à propos des fortifications d'Atlanta. Sherman veut un rapport sur la situation, et Blueberry se porte volontaire pour y aller, malgré les défenses en place. Quelques jours plus tard à Atlanta, Blueberry est reconnu par Norton, une relation d'avant la guerre de Sécession. Quelques minutes plus tard, il est capturé par des soldats sudistes et amené en présence de Norton, qui veut se venger de la mort d'un proche.
Alors qu'il est interrogé de façon brutale, le sergent Grayson, déguisé en moine, le libère. Les deux s'enfuient en profitant de l'aide d'un moine authentique. Ils se retrouvent plus tard dans une maison close, le Red Dragon, tenue par une amie d'Homer. Homer leur présente d'autres noirs, dont Smoots, qui souhaitent mettre fin aux agissements de Bowman. Smoots leur indique l'endroit où loge Bowman, ce qui incite les trois hommes à aller inspecter immédiatement les lieux. Ils sont cependant repérés par un homme de Norton. 
De son côté, un officier sudiste informe Bowman que Norton veut mettre fin à ses trafics. Il décide donc de quitter au plus tard le lendemain soir. Alors que Blueberry revient au Red Dragon, il tend un piège au soldat qui les suit et l'assomme d'un coup de poing. Le soldat est ensuite trainé dans la cave du Red Dragon. 
Un autre soldat a assisté à la scène et informe Norton que Blueberry se cache au Red Dragon. Norton ordonne à plusieurs hommes de le suivre pour encercler la maison close. Cependant, Smoots a vu les soldats approcher et avertit les occupants en tirant un coup de feu. Blueberry tire sur les soldats menés par Norton, puis décide de prendre comme otage le soldat dans la cave. Grâce à l'aide de Smoots, Grayson et Blueberry s'enfuient dans les rues d'Atlanta.
Le soldat en otage échappe à Blueberry, lequel avait mentionné quelques secondes auparavant qu'ils devaient se rendre au logement de Bowman. Le soldat informe au plus tôt Norton des plans de Blueberry et Norton envoie une patrouille de reconnaissance composée du soldat et du sergent Fargo. Alors que les deux observent la place de Bowman, Fargo tue d'un coup de poignard le soldat. Par la suite, il pénètre dans la maison où se trouvent déjà Blueberry, Grayson et Homer, et disparaît dans la cave. 
Pendant que les trois cherchent la façon dont Fargo a disparu, ce dernier informe Bowman que la maison va être cernée bientôt. Alors que les soldats menés par Norton s'approchent de celle-ci, plusieurs trafiquants commencent à tirer dans leur direction, mais les soldats sont plus nombreux et parviennent en quelques instants à tuer ou à blesser les trafiquants. 
Voyant la situation tourner à son désavantage, Bowman tente de s'enfuir, mais est arrêté par Norton. Quelques secondes plus tard, Fargo s'approche des deux, s'apprêtant à tuer Norton. Fargo reçoit une balle dans le dos, balle tirée par Blueberry qui met Norton en garde au même moment. Bowman s'enfuit après avoir tiré sur Norton. L'un de ses hommes passe à cheval près de lui et Bowman saute en croupe. Voyant que le cheval est trop chargé, il abat l'homme d'une balle dans le dos. Blueberry tente de le tuer à distance, sans succès.
La fusillade ayant attiré des soldats sudistes, Blueberry tire sans sommation et s'enfuit avec Homer. Grayson les interpelle et les trois entrent dans un bâtiment dont ils barricadent la porte. Blueberry découvre, à sa stupeur, qu'un ballon dirigeable est prêt à s'envoler, Smoots aux commandes. Les hommes s'installent dans la nacelle, mais Blueberry est arrêté par Norton, grièvement blessé, qui ne peut se résoudre à le tuer. Alors que les soldats sudistes parviennent à briser la porte, le ballon commence à s'élever.
Sous le feu nourri des soldats, le ballon s'élève de plus en plus. Après plusieurs minutes de vol, il s'écrase dans une forêt. Le lendemain, Blueberry fait rapport à Sherman. Ce dernier décide de lancer ce qui sera appelé la « marche de Sherman vers la mer ».

## Personnages principaux
- Blueberry : lieutenant de cavalerie nordiste à la recherche de Bowman pour le tuer.
- Sergent Grayson : sous-officier nordiste qui aide Blueberry.
- Homer : un noir qui tente de mettre fin aux activités de Bowman.
- Norton : homme qui connaît Blueberry d'avant la guerre de Sécession et qui est établi à Atlanta en Géorgie.
- Bowman : un meurtrier, un esclavagiste et un trafiquant établi à Atlanta.